# Aiman Benabderrahmane
Aiman Benabderrahmane –en árabe: أيمن بن عبد الرحمان‎– (Argel, 30 de agosto de 1966) es un político argelino que se desempeñó como primer ministro de Argelia desde el 30 de junio de 2021 hasta el 11 de noviembre de 2023 y ministro de Finanzas desde el 23 de junio de 2020 hasta el 17 de febrero de 2022.

## Biografía
Benabderrahmane nació en Argel el 30 de agosto de 1966. Se graduó de la Escuela Nacional de Administración.
Se desempeñó como censor del Banco de Argelia desde marzo de 2010 hasta junio de 2020. Fue ascendido a gobernador del Banco de Argelia en noviembre de 2019 hasta junio de 2020.

## Trayectoria política
Durante la reorganización parcial del gabinete llevada a cabo por el presidente Abdelmadjid Tebboune en junio de 2020, cuando el país enfrentó un riesgo de recesión económica, Abderrahmane Raouya cedió su cargo como ministro de Finanzas a Benabderrahmane el 23 de junio de 2020. A pesar de sus compromisos, no logró resolver la crisis de liquidez que azota Argelia.
El 30 de junio de 2021, fue nombrado primer ministro de Argelia.